# Nel legno e nella pietra
Nel legno e nella pietra è una raccolta di 93 racconti e un epilogo scritti da Mauro Corona.

## Descrizione
Viene considerato, in ordine di tempo, il primo libro di maggior spessore scritto da Corona. Ogni racconto è solitamente lungo due o tre pagine soltanto.
I racconti narrano episodi vissuti dallo scrittore in prima persona o da persone in qualche modo legate all'autore ed alla sua terra. 
Tra i temi affrontati in Nel legno e nella pietra ci sono: la vita degli abitanti di Erto, storie di arrampicata su roccia, di caccia, del duro lavoro nelle cave di marmo, di bevute nelle osterie, del disastro del Vajont, di montagne come ad esempio del Monte Duranno e del Campanile di Val Montanaia, di boschi e animali, di persone e tradizioni delle valli Friulane.